# Jürgen Ludwig
Jürgen Ludwig (* 15. Mai 1970 in Dinkelsbühl) ist ein deutscher Kommunalpolitiker (CSU). Er ist Landrat des Landkreises Ansbach.

## Werdegang
Ludwig studierte Wirtschaftsgeographie, Volkswirtschaftslehre und Planungsrecht an den Universitäten Würzburg und Bayreuth sowie der Strathclyde Business School in Glasgow und promovierte 2004 an der Universität Bayreuth. 
Er trat 1993 der CSU bei, wurde 1997 in den Vorstand des CSU-Ortsverbandes Dinkelsbühl gewählt und wurde später dessen Vorsitzender. Im Landesvorstand der CSU gehörte er von 1997 bis 2003 dem Arbeitskreis Umweltsicherung und Landesplanung an.
Im Frühjahr 2012 kandidierte er für das Amt des Landrats im Landkreis Ansbach und setzte sich in der Stichwahl am 25. März 2012 mit 60,3 % der Stimmen gegen den Mitbewerber der SPD Kurt Unger durch. Er trat das Amt am 1. Mai 2012 an. Durch die Zwischenwahl verlängerte sich die Amtszeit bis zum 30. April 2020 nach den turnusmäßigen Kommunalwahlen am 15. März 2020.
Bei den Kommunalwahlen in Bayern 2020 setzte sich Ludwig in der Stichwahl gegen Jürgen Seifert (FW) mit knapp 59 % der Stimmen durch.